# Franco d'Aspro
Franco d'Aspro (Mondovì, 17 novembre 1911 – Cagliari, 1995) è stato uno scultore italiano. È stato attivo soprattutto in Sardegna dagli Anni 40 in poi. È noto nell'ambiente archeologico sardo per le sperimentazioni sulla realizzazione dei Bronzetti nuragici e la comprensione della tecnica utilizzata.

## Biografia[1]
Piemontese figlio di funzionario pubblico abruzzese, Franco d'Aspro sin da piccolo ha subito le influenze del nonno materno, lo scultore neoclassico Lorenzo Bartolini. Seguendo il padre per lavoro cresce ad Avellino e si trasferisce a Bologna per studiare arte, dove si diploma nel 1930 presso l'Accademia Regazzi.  Spende otto anni di perfezionamento studiando nel Capoluogo partenopeo dove viene ispirato nei primi anni di attività dall'impressionismo di Medardo Rosso, dalla tecnica bronzistica di Vincenzo Gemito e, infine dallo scultore napoletano Raffaele Marino. Proprio in Campania, a Castellammare di Stabia espone la sua prima personale nel 1935, seguita da una seconda nel 1938, dove viene scoperto dal Critico d'Arte Pietro Graceche lo riconosce come degno successore di Rosso.
Sempre nel 1938, in occasione di una mostra personale presso la Galleria Palladino a Cagliari, si trasferisce definitivamente in Sardegna. Rimane a Cagliari fino al 1943 (anno in cui la città viene ripetutamente bombardata) a seguito della distruzione del suo studio in Via Rossini, e si trasferisce in seguito a Villamassargia, paese nel quale si afferma come apprezzato artista e dove installa la sua prima fonderia artistica, nonché prima assoluta nell'isola di questo genere. Qui fonderà il bronzo, ma anche l'argento, e usando modelli in gesso, cera e terracotta. Nel paesino conoscerà anche Anita Fenu, sua prima moglie. 
La Sardegna e l'ambiente culturale sardo sono per lui nuova fonte di ispirazione, al punto da emulare e imparare anche da artisti già affermati come Francesco Ciusa, oppure da Felice Melis Marini e Guido Cavallo che lo presentano alla società culturale nella loro personale del 1946. Nell'isola studierà e si appassionerà anche ai bronzetti nuragici, sia artisticamente che sul piano tecnico, sperimentando e rielaborando le procedure e le tecniche di realizzazione antica, dando così un supporto e un appoggio agli studi archeologici sulla tecnica antica di fusione nuragica. 
Nel 1947, a seguito dell'interesse per le sue opere nella penisola, espone a Milano e poi Roma (nel 1950). Riceve anche commissioni da New York e da Washington.
Nel 1948, con il nono grado del Rito Scozzese, diviene Venerabile Maestro della loggia massonica "Leonardo Da Vinci" a Cagliari.
Fino a metà degli anni 1960 insegna figura modellata presso il liceo artistico di Cagliari. Agli inizi degli anni 1970 si trasferisce a Elmas, cittadina dove continua a operare fino al 1995, anno della sua morte. 
Nel 2006 il Museo Archivio di Sinnai ha acquisito buona parte della collezione d'Aspro dalla famiglia e l'ha esposta in una sala dedicata. Lo stesso museo, nel 2022 ha organizzato una nuova e ampliata mostra sull'autore.

## Opere pubbliche
Cagliari
- Piazzale della Basilica di BonariaSantuario | Basilica N.S. Bonaria Cagliari: una caravella e una statua della Vergine sulle onde del mare (entrambi in bronzo), opere realizzate in occasione della visita di papa Paolo VI a Cagliari (1970).
- Viale Sant'Ignazio: statua raffigurante Sant'Ignazio da Laconi (bronzo).
- Chiesa della Madonna del Carmine, in viale Trieste: statua raffigurante la Vergine, a 50 metri d'altezza.
- Biblioteca interfacoltà “Dante Alighieri”: busto di Dante Alighieri (bronzo).
- Ex clinica medica: busti di Ippocrate e del prof. Aresu (entrambi in bronzo).
- Facoltà di ingegneria: busto del prof. Mario Carta (bronzo).
- Teatro Anatomico dell' ex istituto di Anatomia Umana Normale di Cagliari: busto del medico Anatomista cagliaritano Giovanni Tommaso Porcell (bronzo).
- Conservatorio di musica: busto di Pierluigi da Palestrina.
- Ospedale civile: busti dei primari chirurghi Garau e Ligas[5] (bronzo).
- Camera di Commercio: busto di Carlo Delcroix (bronzo).
- Biblioteca Universitaria: busti di Francesco Alziator e Anna Marongiu Pernis (bronzo).
- Municipio: busto di Grazia Deledda
- Uffici della Provincia: cavalli in corsa (bronzo).
- Banca d'Italia: tre pannelli raffiguranti il lavoro.
- Cimitero monumentale di Bonaria: monumento funebre di Anna Gianeri in Rossi (1973), statua in bronzo.

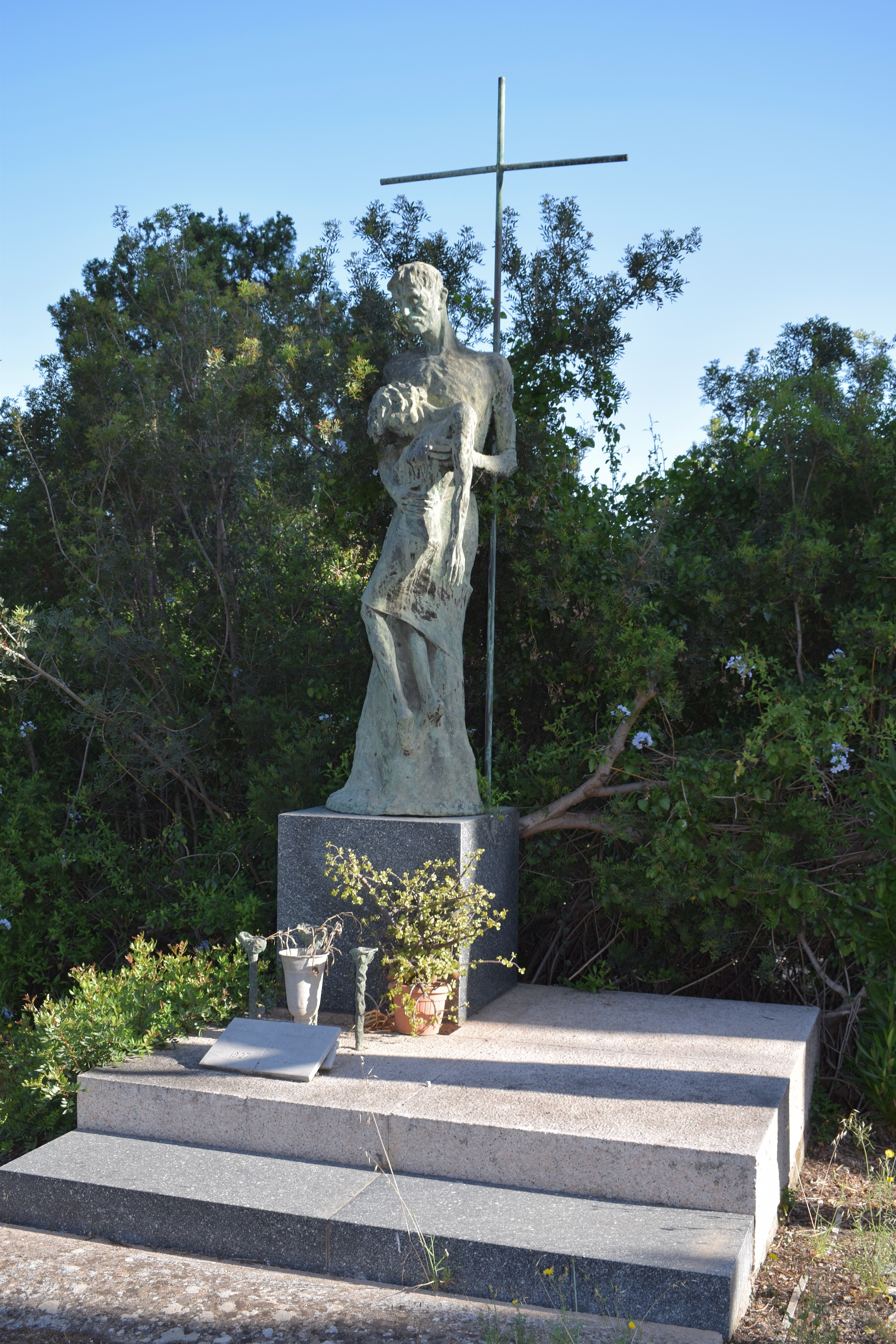
Monumento funebre di Annina Gianeri in Rossi, nel cimitero monumentale di Bonaria in Cagliari

- Chiesa Nostra Signora della Salute - Poetto, Cagliari: Via Crucis e grande Crocifisso

## Opere esposte
Sinnai
Il museo civico di Sinnai ha dedicato a Franco d'Aspro una sala, dove sono contenute le sue opere principali. 

## Elenco mostre (parziale)
- 1935 - Castellamare di Stabbia
- 1938 - Napoli
- 1938 - Galleria Palladino, Cagliari
- 1946 - "Ardia", Cagliari
- 1947 - Galleria Salvetti, Milano
- 1970 - Galleria Astart, Cagliari
- 1972 - Galleria Schettini, Milano
- 1974 - Bari

## Letteratura
- Franco D'Aspro: scultore, introduzione di Vittorio Sgarbi, Cagliari, Edizioni Della Torre, 1993, ISBN 8873432522, LCCN 95123791.
- Franco d'Aspro : Galleria Arte spazio, Sassari dal 28 novembre al 13 dicembre 1989, Sassari, Tip. Giola, 1989.
- Renato Papò (a cura di), Lo scultore Franco D'Aspro, collana Quaderni del Comitato per manifestazioni d'arte e di cultura, Cagliari, Roma, Danesi, 1949.
- (IT, FR, EN) Giorgio Nicodemi (a cura di), Franco D'Aspro e i suoi bronzetti d'ispirazione nuragica, traduzione di Lino Testa e Liliana Zilioli, Bergamo, Edizioni d'arte rassegna, 1955.
- Gianfranco Murtas, Franco d'Aspro, maestro d'arte e di loggia, Cagliari, Kalb, 2005.